# 安福寺 (柏原市)
安福寺（あんぷくじ）は、大阪府柏原市玉手町にある浄土宗の仏教寺院。山号は玉手山。玉手山丘陵の中央部、玉手山公園北側の谷間に位置する。

## 概要
寺伝によれば奈良時代に行基によって建立されるが、中世には荒れ果ててしまい、小堂がただ一棟あるのみであったという。
寛文年間（1661年 - 1672年ごろ）に浄土宗の僧・珂億上人がこの地を訪れ、安福寺を再建する。尾張大納言・徳川光友は珂億上人の学徳に深く帰依し、安福寺に寺田を寄付するなど、明治維新に至るまで歴代尾張徳川家により援助を受けた。光友が寄進した山水蒔絵硯箱・牡丹蒔絵硯箱・菩提樹蒔絵香筥は国の重要文化財に指定されている。また、境内には明治時代に玉手山3号墳（勝負山古墳）から出土したとされる割竹形石棺蓋が置かれており、かつては手水鉢として使われていた。これも重要文化財に指定されている。
最初の小さな門をくぐるとすぐに参道の両側に安福寺横穴群が広がっている。これら横穴群は、谷間の凝灰岩が露出しているところに掘られており、参道南側、北側に各16基、計32基確認されている。かつては古代人の住居であるといわれていた時期もあったが、石棺や陶棺、陶器などが見つかっており、中には騎馬人物像などの壁画が描かれたものもあり、古墳時代後期の横穴墓であることがわかっている。大阪府の史跡に指定されている。
参道を上り、2番目の門をくぐり、境内に入ってすぐ左側に広大な庫裡があり、この南に接して本堂が建っている。 境内のすぐ西側・高台の上は玉手山公園で、この公園も当寺の所有地になっている。

## 文化財

### 重要文化財（国指定）
- 山水蒔絵硯箱 徳川光友寄附（工芸品） - 大阪市立美術館寄託。1899年（明治32年）8月1日指定[1][2]。
- 菩提樹蒔絵香筥 徳川光友寄附（工芸品） - 大阪市立美術館寄託。1899年（明治32年）8月1日指定[3][2]。
- 牡丹蒔絵硯箱 徳川光友寄附（工芸品） - 大阪市立美術館寄託。1899年（明治32年）8月1日指定[4][2]。
- 割竹形石棺蓋 大阪府柏原市玉手町勝負山古墳出土（考古資料） - 1990年（平成2年）6月29日指定[5][2]。

### 大阪府指定文化財
- 史跡
  - 安福寺横穴群 - 所有者は安福寺ほか。1973年（昭和48年）3月30日指定、1984年（昭和59年）5月1日追加指定[2]。

### 柏原市指定文化財
- 有形文化財
  - 安福寺所蔵夾紵棺（考古資料）
古墳時代の夾紵棺（布→漆→布の順に布を何層にも積層して製作した棺）の残片。元は安福寺の床の間に飾られていたが考古学的に注目されるに至った。絹布45層から形成され、長さ94センチメートル、幅47センチメートル、厚さ3センチメートルを測る。絹の使用の点などから非常に高貴な人物の棺とされ、一説に聖徳太子（墓は太子町の叡福寺北古墳か）の棺と推定される。2011年（平成23年）9月23日指定[2][6]。

## アクセス
- 近鉄大阪線 河内国分駅から西へ徒歩約20分
- 近鉄南大阪線 道明寺駅から東へ徒歩約15分

## ギャラリー

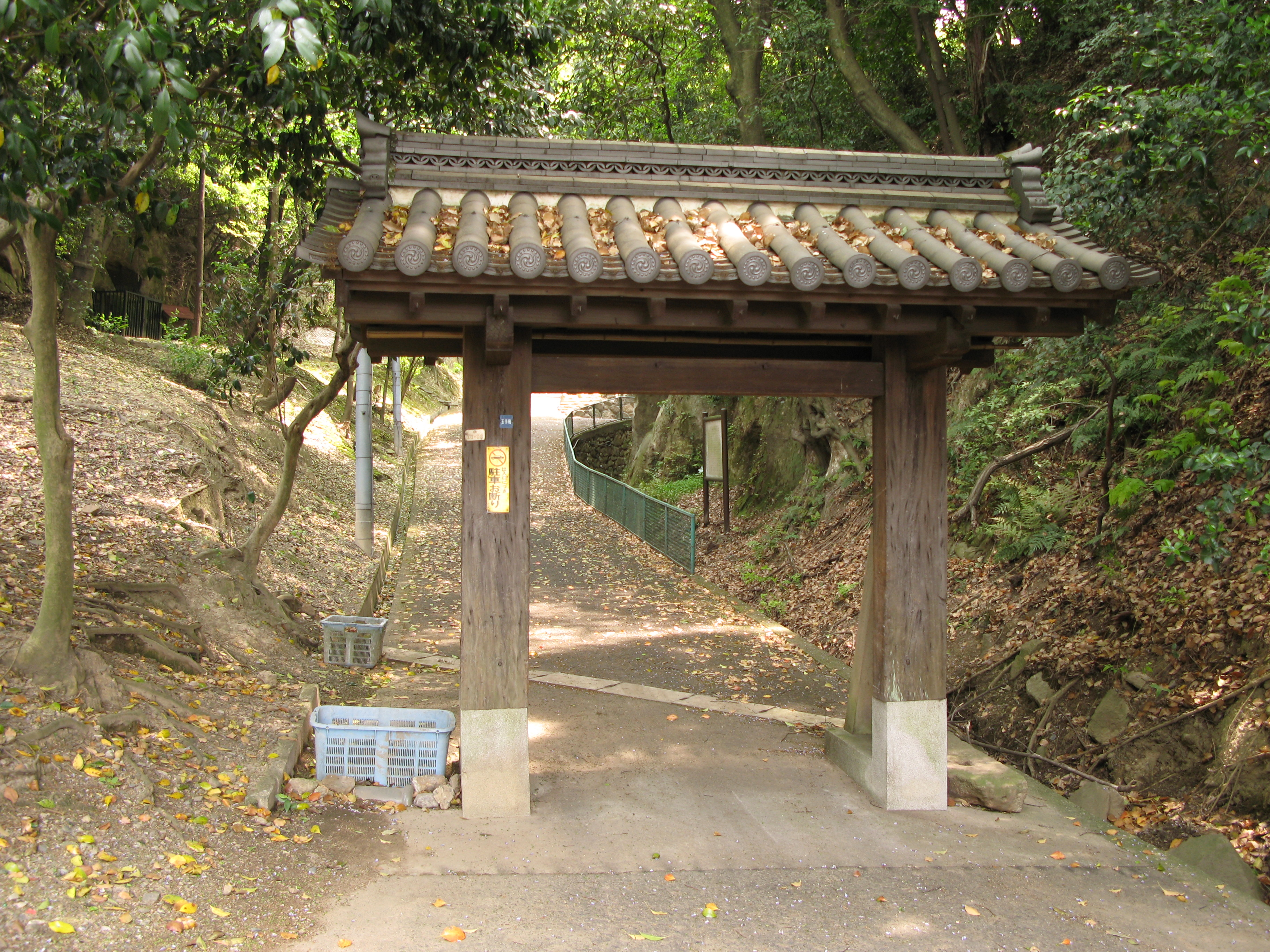
1番目の門 山号も寺号も書かれていないため見落としやすい。すぐ右横に伯太彦神社鳥居と石段がある。
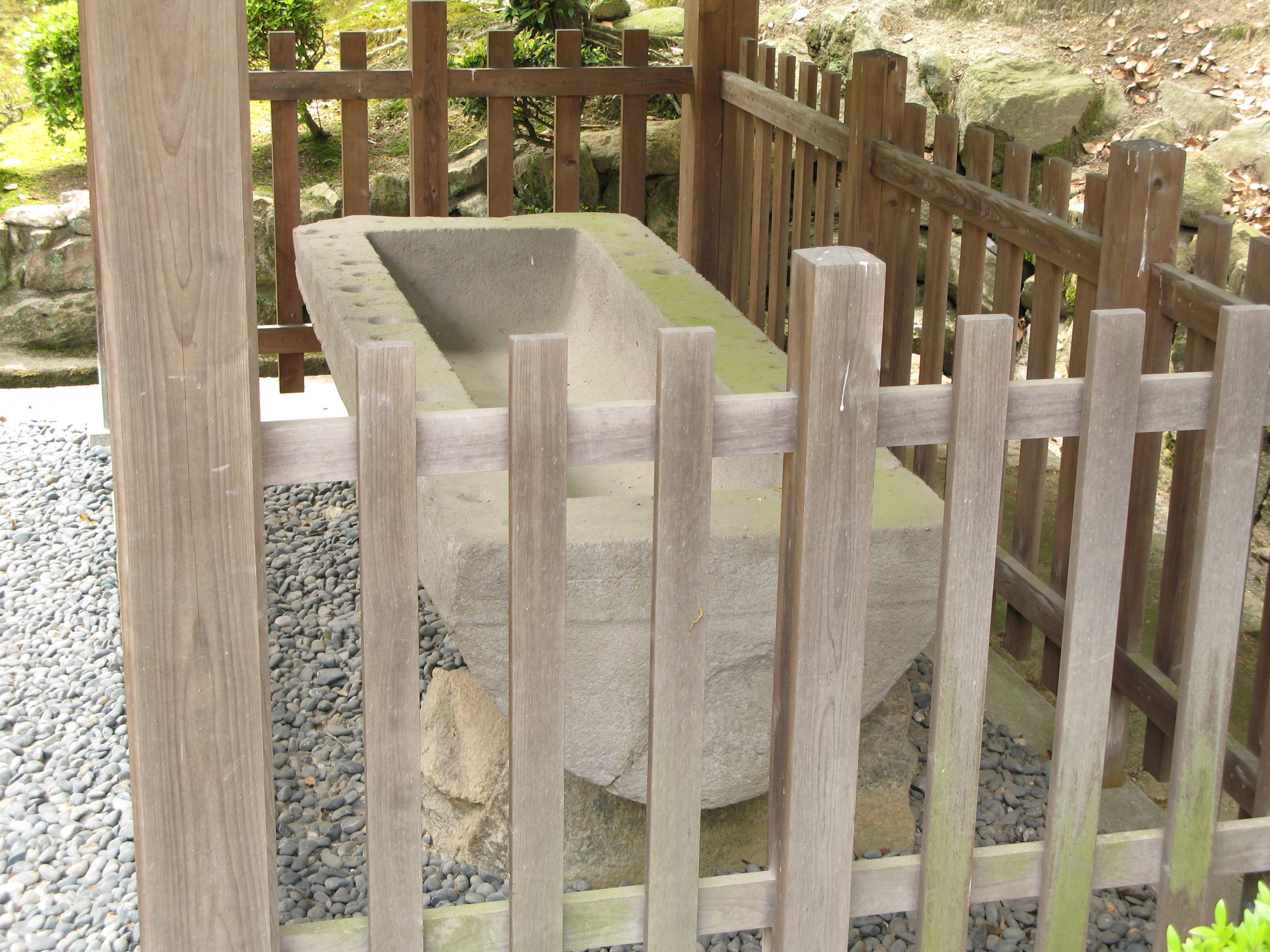
境内にある「割竹形石棺蓋」
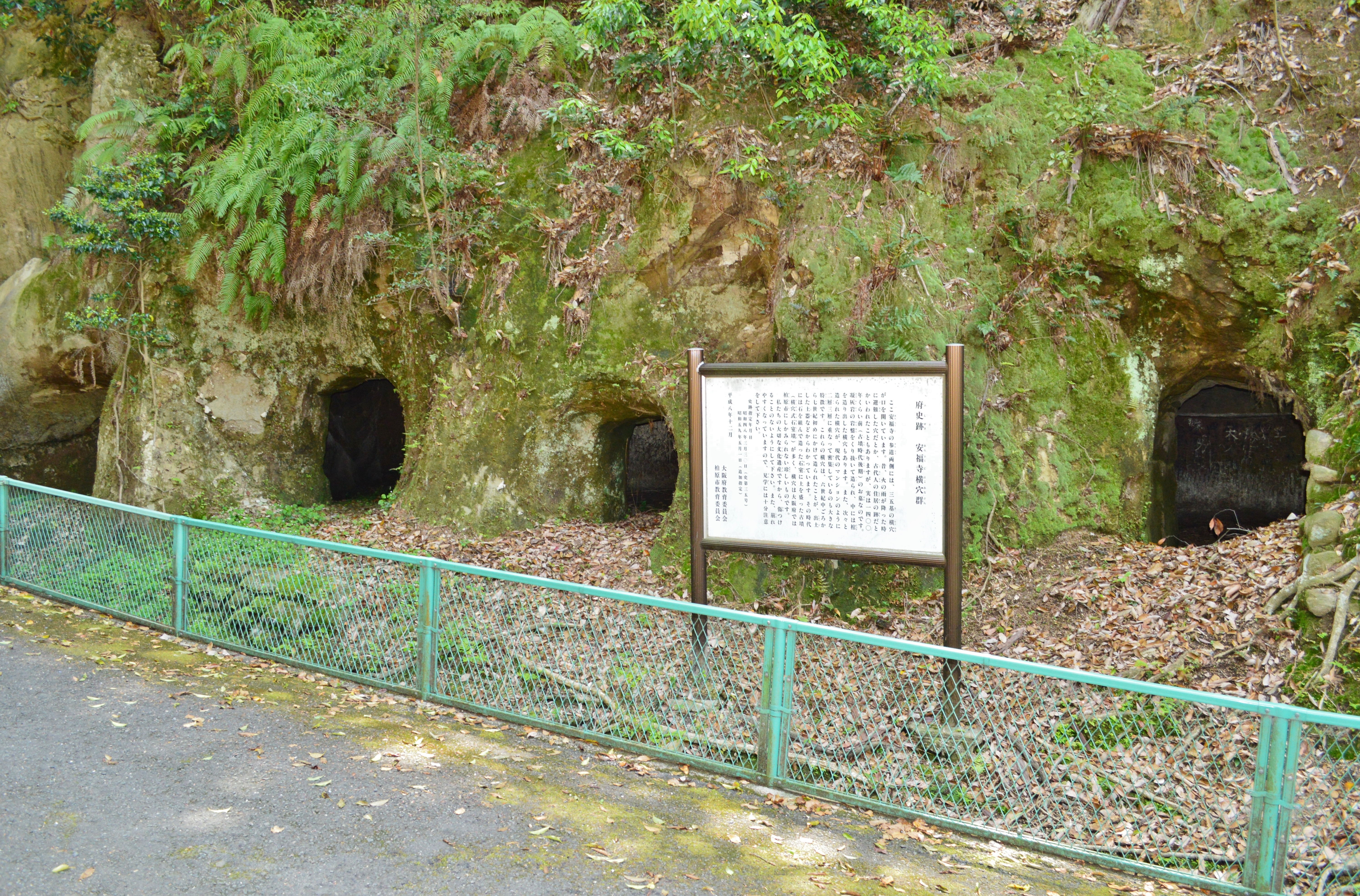
安福寺横穴群 南群
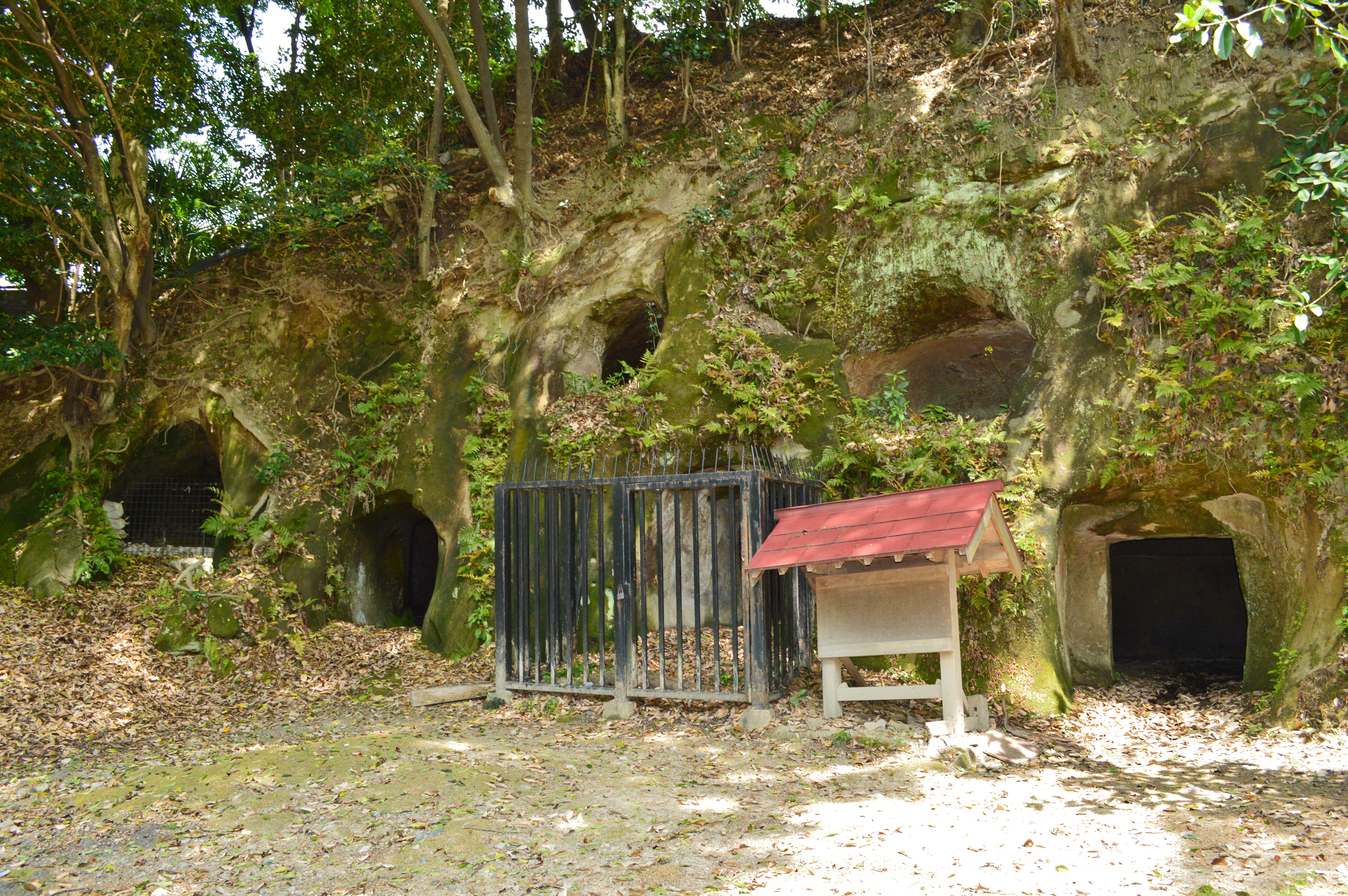
安福寺横穴群 北群
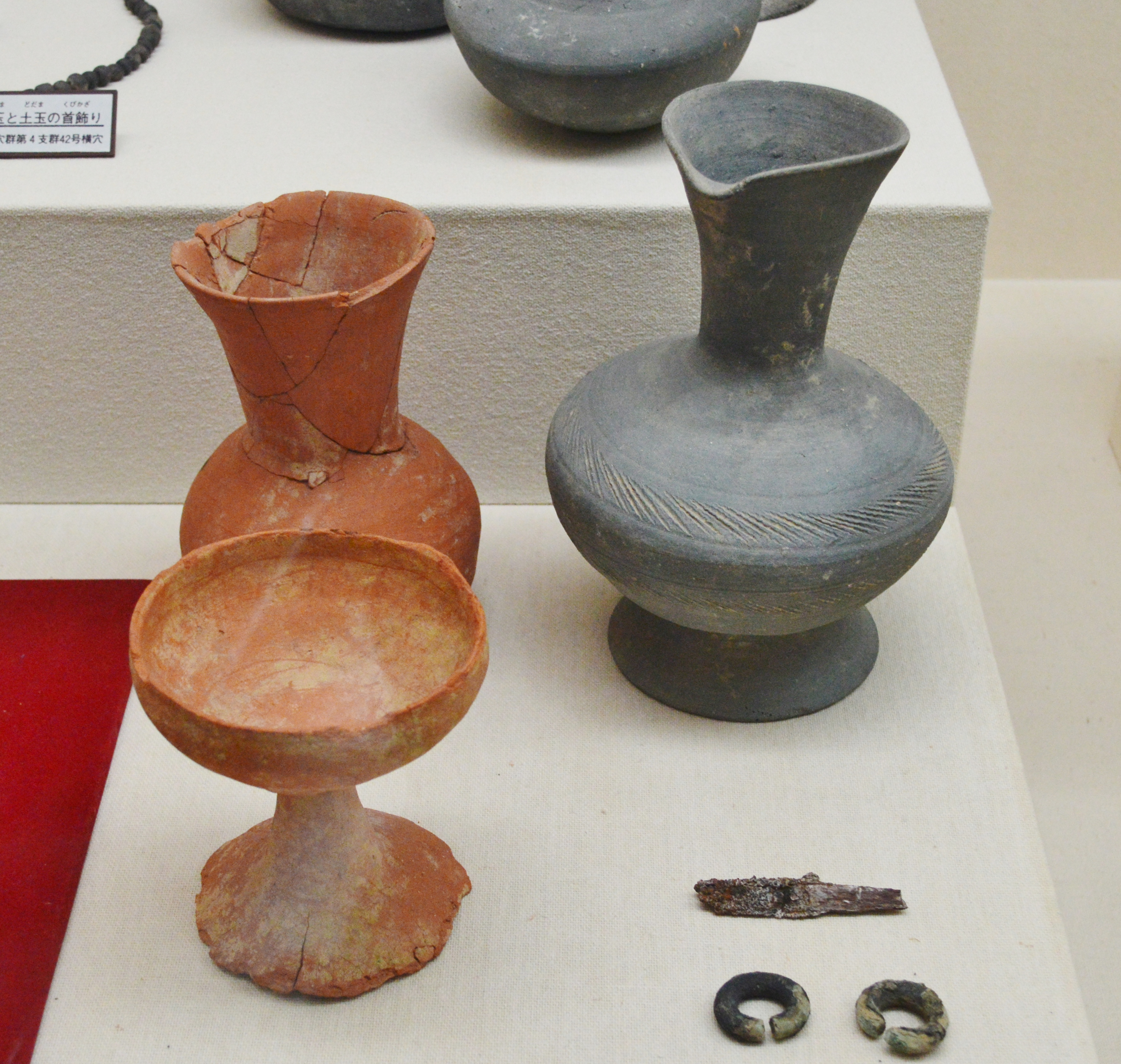
安福寺横穴群 南18号出土品 柏原市立歴史資料館展示。
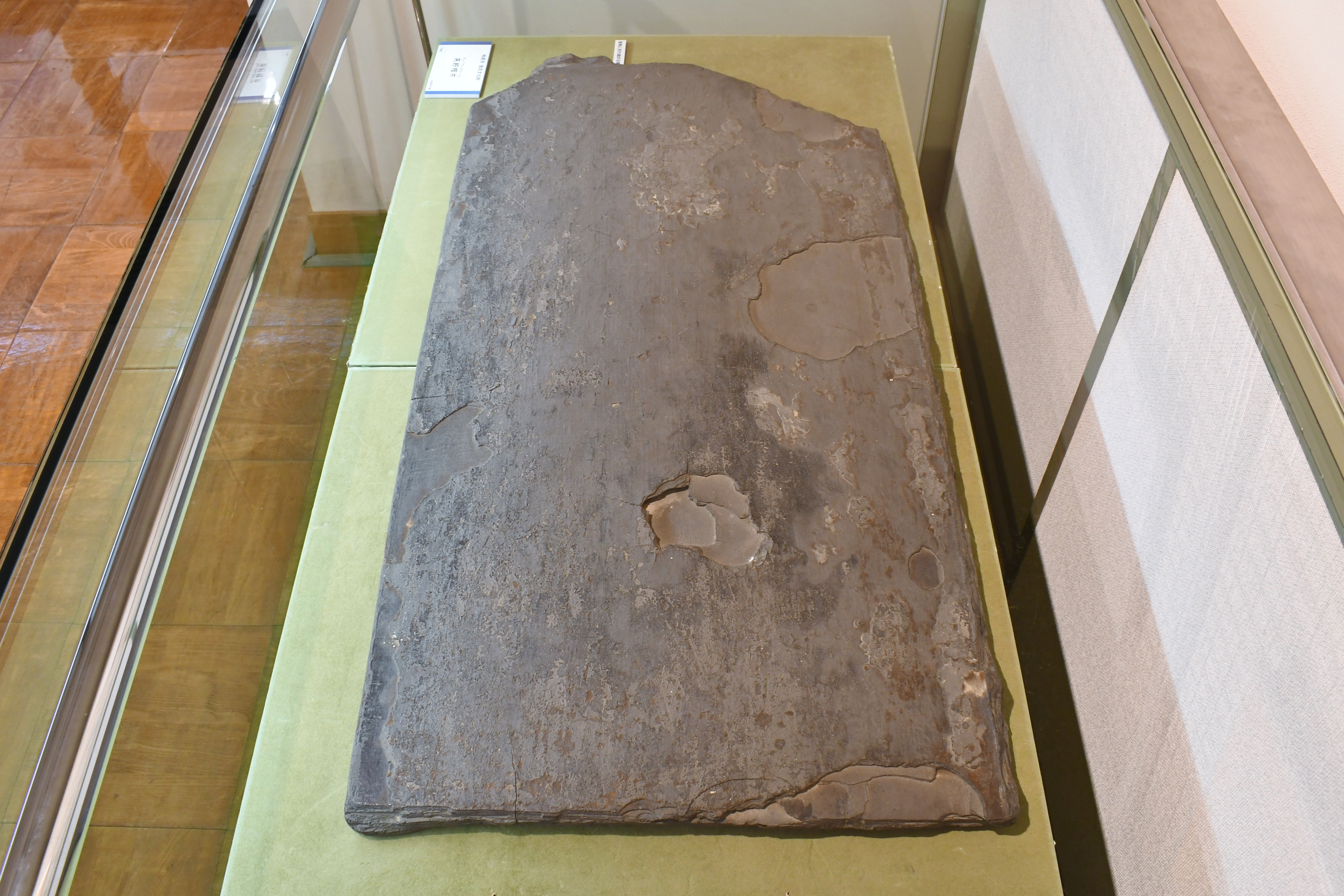
安福寺所蔵 夾紵棺片（柏原市指定文化財） 柏原市立歴史資料館企画展示時に撮影。